# Condado de Larrabee (Iowa)

Mapa de Iowa en el que se destaca el condado de Kossuth.

El condado de Larrabee fue un condado propuesto en la parte norte del condado de Kossuth, Iowa, Estados Unidos. El condado recibió su nombre del gobernador William Larrabee. En noviembre de 1914, los habitantes de Iowa del condado de Kossuth votaron en contra de la creación del condado de Larrabee. El condado fue precedido por el condado de Crocker hasta que fue desestablecido por ser ilegal. Se realizó una votación en el Condado de Kossuth para ver si se establecía o no el Condado de Larrabee. La votación fracasó y el condado de Kossuth siguió siendo el condado más grande de Iowa.

## Antecedentes

La imagen muestra un mapa de Iowa en el que se destaca el desaparecido condado de Bancroft.

Cuando Iowa se convirtió en estado en 1846, tenía 48 condados. El 15 de enero de 1851, la tercera Asamblea General de Iowa añadió 52 condados más, convirtiendo a Iowa en un estado de 100 condados. En 1855, se disolvió el condado de Bancroft porque no era apto para los asentamientos debido a sus marismas y humedales. Las tierras del condado de Bancroft se fusionaron con las del condado de Kossuth, lo que convirtió a Kossuth en el condado más grande de Iowa, y convirtió a Iowa en un estado de 99 condados.
El 13 de mayo de 1870, tras la migración a la zona después de la Guerra Civil, se restableció el condado de Bancroft con el nombre de condado de Crocker. El condado duró de 1870 a 1871, siendo considerado «ilegal e inconstitucional». El Tribunal Supremo de Iowa dictaminó en el caso L.K. Garfield contra R.I. Brayton que el condado de Crocker constituía una violación de la constitución de Iowa, que declara en su artículo 11 que «no se creará ningún condado nuevo que contenga menos de 432 millas cuadradas».

## Propuesta

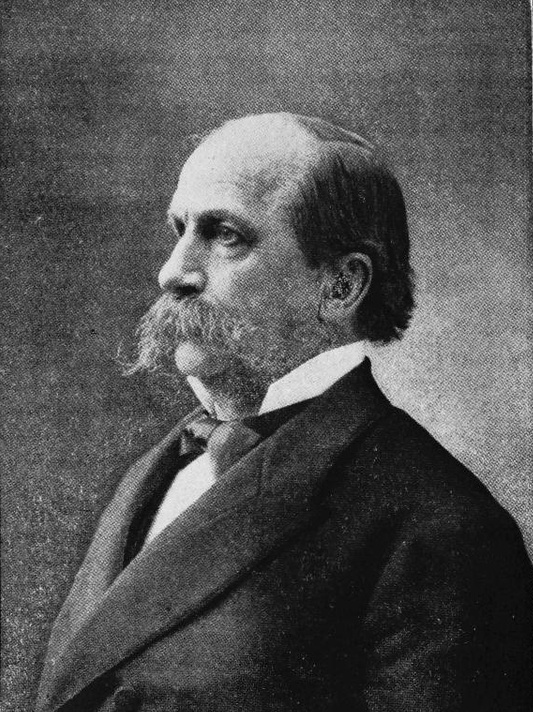
Retrato de William Larrabee, que iba a dar nombre al condado.

El 22 de febrero de 1913, el condado de Larrabee fue propuesto por James McHose, un congresista de Boone, Iowa. El nombre «Larrabee» honraría al gobernador William Larrabee. La propuesta dividiría el condado de Kossuth, convirtiendo la parte norte en el condado de Larrabee. Si se creara el condado de Larrabee, estaría formado por el tercio norte del municipio 97, todos los municipios 98, 99 y 100 norte, de los rangos 27, 28, 29 y 30 oeste del quinto meridiano principal del estado de Iowa. Los residentes del norte del condado de Kossuth enviaron una delegación a Des Moines para expresar que no querían que existiera el condado de Larrabee.
En noviembre de 1914, se celebraron elecciones en el condado de Kossuth para determinar si debía crearse el condado de Larrabee. La propuesta recibió 920 votos frente a los 3599 votos de la oposición; por lo tanto, el condado de Larrabee no se estableció, lo que significó que Iowa siguió siendo un estado de 99 condados, y el condado de Kossuth siguió siendo el condado más grande de Iowa.